# Beck (chanteur)
Pour les articles homonymes, voir Campbell et Beck.
Ne pas confondre avec le guitariste Jeff Beck.
 (janvier 2019).
Le contenu est difficilement compréhensible vu les erreurs de traduction, qui sont peut-être dues à l'utilisation d'un logiciel de traduction automatique.
Bek David Campbell, dit Beck ou parfois Beck Hansen, est un auteur-compositeur-interprète, producteur et musicien multi-instrumentiste américain, né le 8 juillet 1970 à Los Angeles.
Son style musical mélange des styles aussi variés que la pop, le folk, le rock psychédélique, le hip-hop, la country, le blues, le R'n'B, le funk, le rock indépendant, le noise rock, le rock expérimental, le jazz, le lounge ou la musique latine. 
Né à Los Angeles en 1970, Beck s'est d'abord doté d'un style hip-hop et folk en commençant à jouer dans des bars et cafés locaux. Il a déménagé à New York en 1989 et est devenu proche du petit mouvement anti-folk de la ville. Il retourne à Los Angeles au début des années 1990. Son premier single est MTV Makes Me Want to Smoke Crack, mais c'est en 1994, avec le titre Loser qu'il connaît son premier succès international. Il sort dans la même année l'album Mellow Gold, qui inclut Loser. Il sort ensuite un album de blues, puis Odelay, en 1996, qui comprend certains de ses plus grands succès comme Devils Haircut ou Where It's At. L'album devient vite un favori des critiques et se mérite plusieurs récompenses. Le psychédélique Mutations sort en 1998, suivi du très funk Midnite Vultures en 1999. Le calme et acoustique Sea Change en 2002 (influencé par Neil Young et Serge Gainsbourg) montre une face beaucoup plus sérieuse de Beck, tandis que Guero (2005) retourne au style d'Odelay avec une production basée sur les échantillons musicaux. En 2006 vient The Information, qui prend ses sources de l'électro-funk, du hip-hop et du psychédélique; en 2008 Modern Guilt, qui s'inspire de la musique des années 1960 ; et en 2014 vient l'album folk Morning Phase, récompensé du prix Album de l'année lors de la 57e cérémonie des Grammy Awards le 8 février 2015. Son treizième album studio, Colors, un opus pop, sort en octobre 2017 après un long processus de production.
Grâce à un assemblage de styles musicaux, de paroles ironiques et d'arrangements postmodernes incluant des échantillons, des boîtes à rythmes et de l'instrumentation en public, Beck est acclamé par la critique et le public dès les débuts de sa carrière. Certains le considèrent même comme étant un des artistes le plus idiosyncratique et créatif du rock alternatif des années 1990 et 2000. Ses deux albums les plus populaires et primés sont Odelay et Sea Change, tous deux classés dans la liste des 500 plus grands albums de tous les temps du magazine Rolling Stone.
En 2001, Beck a participé à la bande-son du film Moulin Rouge avec une reprise de Diamond Dogs de David Bowie. Il a aussi chanté sur The Vagabond et Don't Be Light, morceaux présents sur l'album de Air, 10 000 Hz Legend. Il participe quelques années plus tard à la BO du film Eternal Sunshine of the Spotless Mind de Michel Gondry.

## Enfance et adolescence
Bek David Campbell naît le 8 juillet 1970 à Los Angeles, de parents artistes,,. Son père, David Campbell, était un chef d'orchestre et arrangeur musical canadien (qui a collaboré plus tard avec son fils). Quand il quitte le nid familial, Beck prend[pas clair] le nom de famille de sa mère Bibbe Hansen, une danseuse du Velvet Underground, proche d’Andy Warhol (elle apparaît dans le film Prison) et fondatrice du groupe punk satirique Black Fag. Son grand-père, Al Hansen, est un personnage important du mouvement artistique Fluxus. Lorsque ses parents se séparent, Beck, 10 ans, reste avec sa mère et son frère Channing à Los Angeles, où il est influencé par la diversité de styles musicaux qui s'y retrouve. Ce sont d'ailleurs ces styles qui se retrouveront plus tard dans ses enregistrements. Il obtient sa première guitare à 16 ans et devient un musicien de rue, jouant souvent des reprises de Lead Belly au Lafayette Park. Pendant l'adolescence, il découvre la musique de Sonic Youth, Pussy Galore et X, mais reste peu intéressé à tout ce qui se trouve à l'extérieur de la sphère du folk pendant encore plusieurs années, jusqu'après le début de sa carrière,. La premier style musical plus contemporain avec lequel Beck connecte est le hip hop, style qu'il a entendu pour la première fois grâce à des disques de Grandmaster Flash dans le début des années 1980. À 17 ans, Beck devient fasciné par un disque de Mississippi John Hurt qu'il écoute chez un ami et passe ensuite des heures dans sa chambre à essayer de recopier ses techniques de fingerstyle.  Peu après, il explore le blues et le folk plus en profondeur et découvre Woody Guthrie et Blind Willie Johnson.
Beck quitte l’école secondaire en dixième année et voyage. Il dit plus tard que bien qu'il considérait l'école comme étant importante, il ne s'y sentait pas en sécurité. En Allemagne, il passe beaucoup de temps avec son grand-père, Al Hansen. À son retour, il fait une demande pour entrer dans une école d'art, mais sa candidature est rejetée. Il traîne au Los Angeles City College, consultant des disques, des livres et des vieilles partitions dans la bibliothèque. Il utilise une fausse pièce d'identité pour assister à certains cours et il devient ami avec un professeur de littérature et sa femme poète.

## Carrière

### Débuts et premières sorties (1988-93)
Beck débute comme un musicien folk, alternant entre le country blues, le Delta blues et le folk plus traditionnel dans son adolescence. Ses premières performances musicales se font dans des autobus, où il fait principalement des reprises de Mississippi John Hurt et des titres originaux, en ajoutant parfois des compositions improvisées. «Je montais dans le bus et je commençais à jouer du Mississippi John Hurt avec des paroles complètement improvisées. Un soûlon s'est mis à me crier dessus en m'appelant Axl Rose. Donc j'ai commencé à chanter à propos d'Axl Rose et de la digue et des passes d'autobus et de la strychnine, en mélangeant le tout», raconte-t-il plus tard. Il faisait également partie d'un groupe appelé Youthless qui animait des événements inspirées du Dadaïsme dans des cafés. «Nous avions des micros de Radio Shack et des haut-parleurs fabriqués à la main et nous demandions à certaines personnes dans le public de réciter des comic books ou de faire du beatbox, ou encore on enroulerait tout le public dans du ruban adhésif», se remémore-t-il. En 1988, il produit une cassette d’enregistrement maison appelée The Banjo Story.
En 1989, Beck prend un bus pour New York avec à peine plus que huit dollars et une guitare. Il passe l'été à essayer de se trouver un emploi et un logement avec peu de succès. Il commence finalement à fréquenter le Manhattan's Lower East Side et tombe sur les premiers balbutiements du mouvement anti-folk. Ce mouvement de chansonniers acoustiques, influencé par une esthétique punk, est mené par Roger Manning, Michelle Shocked, John S. Hall et King Missile,. «La mission était de détruire tous les clichés et d'en fabriquer des nouveaux», raconte Beck à propos de ses années passées à New York. «Tout le monde se connaissait. On pouvait aller sur scène et dire n'importe quoi et on ne se sentait pas bizarre, on ne sentait pas de pression.» Inspiré par cette liberté et par les performeurs locaux, Beck commence à écrire des chansons surréalistes à propos de la pizza, de MTV et de travail au McDonald's, transformant des pensées ordinaires en chansons. Beck est colocataire avec le musicien Paleface. Il dort sur son sofa et participe à des soirées à micro ouvert avec lui. Hanté par l'idée de passer un autre hiver à New York sans logement, Beck retourne à Los Angeles dans les premiers mois de 1991,. «Je n'en pouvais plus d'avoir froid, d'être fatigué et de me faire battre», raconte-t-il. «C'était difficile d'être à New York sans argent, sans logement [...] j'ai en quelque sorte utilisé tous les amis que j'avais. Tout le monde dans le milieu s'est tanné de moi.»
De retour à Los Angeles, Beck travaille dans un magasin de vidéos à Silver Lake, «faisant des choses comme mettre en ordre alphabétique les films  de la section pornographie». Il commence à jouer dans des bars et des cafés comme Al's Bar et Raji's,,. Pour garder le public, souvent indifférent, engagé dans sa musique, Beck joue d'une manière amusante et spontanée. «J'étais en train de jouer une chanson de Son House et tout le public parlait. Donc peut-être par désespoir ou par ennui, ou à cause de l'ennui du public, j'inventais des chansons ridicules juste pour voir si les gens écoutaient», raconte-t-il des années plus tard. Virtuellement inconnu du public et énigme pour tous ceux qui le rencontrent, Beck monterait sur scène entre deux actes dans des bars locaux pour jouer «d'étranges chansons folk», accompagnées par «ce qui pourrait être le mieux décrit comme étant une performance artistique». Il vit de petits boulots et joue de manière informelle sur les scènes locales. Ces concerts ont eu lieu dans des clubs de tous les genres - des clubs punks aux cafés concerts et comprenaient des bizarreries comme le port de masques de stormtrooper de Star Wars et la mise à feu de sa guitare. Beck rencontre quelqu'un qui lui offre de l'aide pour enregistrer des démos dans son salon et il commence à donner des cassettes un peu partout.
Finalement, Beck rencontre Margaret Mittleman, le directeur d'acquisition des talents du West Coast pour BMG Music Publishing et Tom Rothrock, Rob Schnapf et Brad Lambert,  fondateurs de Bong Load Custum Records, qui seront de véritables propulseurs pour sa carrière. Schnapf a vu Beck performer à Jabberjaw et a senti qu'il s'intégrerait parfaitement à leur petite entreprise. Beck exprimait alors déjà un certain intérêt pour le hip hop, et Rothrock le présente à Carl Stephenson, producteur pour Rap-A-Lot Records,. Beck et Stevenson collaborent pour produire le titre Loser et d'autres expérimentations musicales comme l'album Golden Feelings, tout en sortant plusieurs singles indépendants.

### Premier succès:Mellow Goldet albums indépendants (1993-94)
En 1993, Beck vit dans un hangar infesté de rats à Los Angeles avec très peu d'argent. Loser, produit dans la cuisine du producteur Carl Stevenson, sort comme un single en mars 1993 en vinyle 12'' en seulement 500 copies. Le morceau combine boîte à rythmes, funk, rap et une guitare bluesy ainsi qu’un extrait de la reprise de I Walk on Guilded Splinters de Dr. John par Johnny Edward Jenkins. Le titre est d'abord joué sur la radio alternative universitaire de Santa Monica, mais devient rapidement un succès national et international. À la suite de plusieurs offres de maisons de disques différentes, Beck choisit Geffen Records, qui lui offre moins d'argent mais la possibilité de produire et de distribuer des albums sur des labels indépendants.
En 1992, Beck part à Olympia, Washington, pour enregistrer un album pour la maison de disques de Calvin Johnson, K Records. Au début de l’année 1993, le single MTV Makes Me Want to Smoke Crack paraît chez Flipside et Golden Feelings sur Sonic Enemy sous forme de cassette.
En 1994, la parution officielle de Mellow Gold avec Geffen est un succès. Un autre disque indépendant, A Western Harvest Field By Moonlight, sort en janvier chez Fingerpaint. En même temps, Beck sort Stereopathic Soulmanure (lo-fi, noise rock) avec l’aide de Flipside Records et One Foot In The Grave (folk acoustique), résultat de son voyage à Olympia, avec K Records. Il commence alors à faire des tournées, notamment avec le festival Lollapalooza. Malgré ses trois albums complets et quelques EP, les critiques et le public continuent à le réduire à son seul grand succès : Loser.

### Remise en question etOdelay(1994-97)
Comme s'il devait constamment essayer de se prouver quelque-chose à lui-même[réf. nécessaire], Beck souffre d'une remise en question, les sceptiques le dénonçant comme un nombriliste et une simple opportunité de marketing. Durant l'été 1994, Beck lutte contre lui-même et plusieurs de ses compagnons musiciens pensent qu'il ne sait plus du tout où il s'en va. Avec la popularité du vidéoclip de Loser et de sa première tournée mondiale, Beck réagit en pensant que l'attention sur lui ne durera pas, qu'il va gagner le statut de "one-hit-wonder". Pendant ses concerts, il joue vingt minutes de versions reggae, Miles Davis ou jazz-punk de Loser. Lors de petits festivals en Californie, il s'entoure d'un combo de musiciens particuliers : le percussionniste incendie ses cymbales ; le guitariste joue avec les cordes face à son corps ; et Beck change les mots de Loser pour s'assurer que personne ne puisse chanter en même temps que lui. "Je ne peux pas vous dire combien de fois je regardais les visages qui me fixaient avec une confusion totale - ou juste pointant du doigt et secouant leurs têtes en riant - pendant que je jouais à cette période"[réf. nécessaire], relate-t-il. Malgré cela, Beck gagne le respect de ses pairs, comme Tom Petty et Johnny Cash, et crée une vague complète de groupes cherchant à recapturer l'essence et le son de son album Mellow Gold. Sentant que ses précédents albums étaient juste des collections de démos enregistrés pendant des années, Beck désire entrer dans le studio et enregistrer un album d'une manière plus linéaire. Cet album sera Odelay.
Beck mélange le country, le blues, le rap, le jazz et le rock sur Odelay, le résultat d'un an et demi de fébriles «coupage, collage, superposition, doublage et, évidemment, échantillonnage». Chaque jour, les musiciens recommencent à zéro, travaillant souvent sur des chansons pendant 16 heures d'affilée. La conception d'Odelay a comme pierre angulaire un album studio non complété que Beck avait débuté à la suite du succès de Loser. Cette ébauche d'album détaillait les moments difficiles qu'il a vécus : «Il y avait un cycle, tout le monde mourait autour de moi», se rappelle-t-il plus tard. Il est constamment en train d'enregistrer, ce qui aboutit à un album sombre, orchestré de sons folk. Un album qui, peut-être, «pourrait avoir été un grand succès commercial aux côtés de travaux aux thèmes similaires par The Smashing Pumpkins, Nine Inch Nails et Nirvana». Au lieu de quoi, Beck n'utilise qu'une seule chanson de cette ébauche - la dernière chanson d'Odelay, intitulée Ramshackle - et il se débarrasse du reste (Brother et Feather In Your Cap furent cependant dévoilés comme B-Sides),. Pour Odelay, Beck collabore avec The Dust Brothers, producteurs de l’album Paul's Boutique des Beastie Boys. 
L'album sort le 18 juin 1996 et devient un succès commercial et critique. Plusieurs hits s'y retrouvent, comme le single Where It’s At, qui passe beaucoup à la radio et sur MTV, ainsi que Devil’s Haircut, Jack-Ass, et The New Pollution. Odelay reçoit des notes parfaites de la part de Rolling Stone et Spin Magazine. Il entre dans de nombreux Top 10 et obtient le statut de double platine. L'album est nommé pour le Grammy de l'Album de l'année et remporte deux statuettes dans la même soirée : celle de Meilleur album de musique alternative et celui de Meilleure performance vocale de rock (masculin) pour Where It's At. Pendant une semaine chargée en janvier 1997, il reçoit ses nominations pour les Grammys, apparaît au Saturday Night Live ainsi qu'au Howard Stern Show, et fait une apparition de dernière minute au Rosie O'Donnell Show. Tout ce buzz donne un second souffle à Odelay. Beck gagne séduit de nouveaux fans et a droit à une plus grande couverture médiatique. Beck l'apprécie mais, comme plusieurs exécutifs à Geffen, il reste abasourdi par le succès d'Odelay. On[style à revoir] commence à le reconnaître dans la rue, ce à quoi il ne s'habitue pas. «C'est étrange. Ça fait bizarre. Ce n'est vraiment pas naturel pour moi», dit-il plus tard à Pitchfork. Deux millions d’exemplaires de l'album sont vendus et quatre de ses chansons sont des hits internationaux.  Les critiques qui traitaient Beck de «one-hit-wonder» cessent. 
Pendant ce temps, en 1997, Beck contribue à la bande originale du film Une vie moins ordinaire, qui a comme acteurs principaux Ewan McGregor et Cameron Díaz, avec le single Deadweight.

### MutationsetMidnite Vultures(1998-2001)

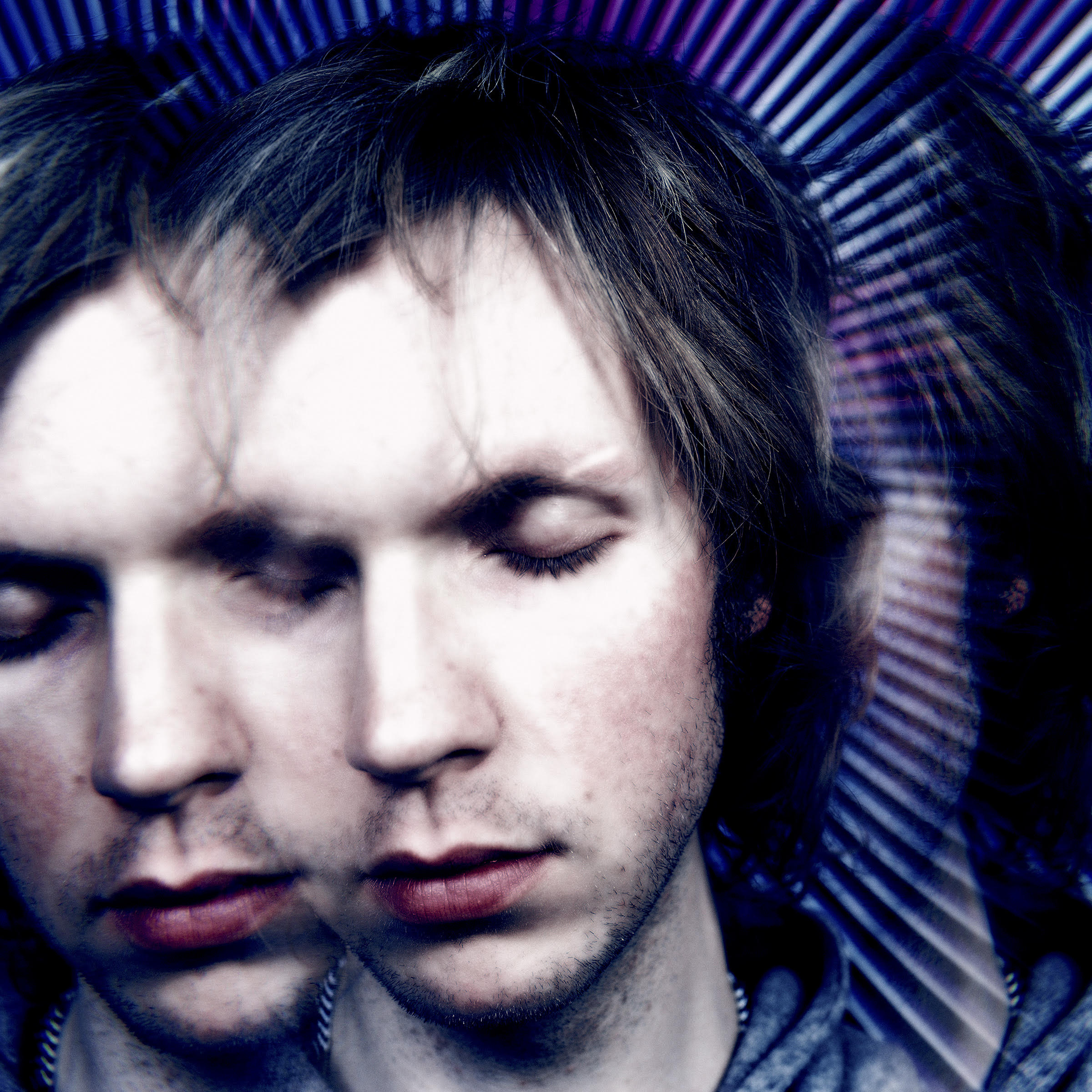
Beck photographié par Oliver Mark, Hambourg 2000

N'ayant pas été dans un vrai studio depuis l'enregistrement de Deadweight, Beck est anxieux «d'y aller et de faire les choses vraiment vite», et compile plusieurs chansons qu'il avait en réserve depuis des années. Beck et ses musiciens produisent alors quatorze titres en quatorze jours, bien que seulement douze se soient rendus sur l'album. Odelay est en effet suivi en 1998 de Mutations, produit par Nigel Godrich, producteur régulier des albums de Radiohead, entre autres OK Computer l'année précédente. Godrich devait quitter rapidement les États-Unis pour l'Angleterre, ce qui explique en partie la rapidité de production de l'album. L'objectif de Mutations est de capturer la performance live des musiciens, une tournure non-caractéristique à l'esthétique éclectique d'Odelay. L'album est rempli d’influences de folk et de blues, entre autres. Bien que l'album devait à la base être publié par Bong Load Records, Geffen est intervenu et l'a issu contre le gré de Beck,. L'artiste a donc cherché à annuler ses contrats avec les deux labels discographiques, qui en retour l'ont poursuivi pour rupture de contrat. Le litige a duré plusieurs années et même à ce jour, il n'est pas tout à fait clair s'il a été totalement résolu. Mutations a également été honoré du Grammy pour la Meilleure performance de musique alternative à la 42e cérémonie des Grammy Awards.
Midnite Vultures, l'album studio suivant, devait à l'origine aboutir à un album double, mais plus de 25 chansons quasiment terminées seront finalement écartées. En studio, Beck et ses producteurs étudient le hip-hop en vogue, le R&B et, tout particulièrement, l'oeuvre de R. Kelly, afin de comprendre et d'intégrer ces influences à leur musique, comme le firent Al Green et Stax Records à leur époque. Beck s'intéresse aussi à différents dérivés du funk. En juillet 1998, un petit groupe commence à se former dans sa résidence de Pasadena : le bassiste Justin Meldal-Johnsen, le claviériste Roger Joseph Manning Jr. et les producteurs-ingénieurs Mickey Petralia et Tony Hoffer. Des dizaines de musiciens y passeront pour apporter leur contribution, dont le père de Beck, David Campbell, qui jouera les parties d'alto et réalisera certains arrangements de cordes. Durant cette période, les musiciens prennent leurs repas ensemble et randonnent en VTT sur les pistes environnantes, tout en gardant les instructions de Beck bien en tête : faire un album à tempo rapide, qui reste plaisant à jouer en tournée soir après soir. « J'avais tellement de choses à gérer en même temps », dit Beck à propos du processus d'enregistrement. « J'avais plusieurs pièces où des ordinateurs étaient installés, je faisais des faces B pour le Japon, je programmais des beats dans une pièce pendant que quelqu'un préparait le dîner dans une autre. » C'est en novembre 1999 que Geffen sort le très attendu Midnite Vultures, qui crée la confusion: « les fans et les critiques se sont demandé à tort si c'était sérieux ou si c'était une plaisanterie », raison pour laquelle, selon le New York Times, l'album « n'a jamais gagné le public qu'il méritait ». La sortie du disque est suivie d'une vaste tournée mondiale. Pour Beck, c'est un retour aux performances ultra-énergiques qui firent sa marque de fabrique dès Lollapalooza. La mise en scène comprend notamment un lit rouge qui descend du plafond pendant la chanson Debra. Les musiciens de tournée sont soutenus par une section de cuivres. Midnite Vultures se vend à moins d'exemplaires que ses prédécesseurs. Il entre cependant dans le Top 10 des albums aux États-Unis, atteignant la 8e place. Il a également été nommé dans la catégorie Album de l'année lors de la 43e cérémonie des Grammy Awards.

### Sea Change(2002-03)
En 2000, Beck et sa fiancée, la styliste Leigh Limon, mettent un terme à leur relation de neuf ans. Beck entre alors dans une période de mélancolie et d'introspection pendant laquelle il écrit les chansons sombres et acoustiques qui se retrouveront sur Sea Change. Beck garde les chansons sans les publier, ne voulant pas parler de sa vie personnelle; il dira plus tard qu'il voulait se concentrer sur la musique et «pas vraiment renverser ses valises partout dans le hall public». Éventuellement, toutefois, il décide que les chansons parlent d'une expérience commune (une rupture amoureuse), et que ce ne serait pas égoïste de les enregistrer. En 2001, Beck se décide à utiliser les chansons et appelle Nigel Godrich, avec qui il a déjà travaillé pour Midnite Vultures.
Les détaillants ont initialement prédit que l'album ne recevrait pas beaucoup de support radiophonique, mais ils croient aussi que la réputation non-conformiste de Beck ainsi que son acclamation par la critique, en plus de la possibilité de multiples nominations aux Grammys, devraient compenser le style non commercial de Sea Change. Malgré tout, l'album, issu en septembre 2002 par Geffen, fut un succès commercial et un chouchou des critiques, avec Rolling Stone le considérant comme «le meilleur album que Beck ait jamais fait, [...] un album impeccable de vérité et de lumière provenant d'une rupture. C'est son Blood on the Tracks.» L'album a plus tard été listé par le magazine comme l'un des meilleurs de la décennie et de tous les temps, tout en le plaçant en deuxième place du sondage des critiques Pazz & Jop de l'année. Sea Change amène une tournée minimaliste très acoustique, en plus d'une tournée plus imposante avec The Flaming Lips en tant que première partie et musiciens,. Beck y est enjoué et énergique, se lançant parfois dans des reprises des Rolling Stones, de Big Star, de The Zombies et de The Velvet Underground,.
À la suite de la sortie de Sea Change, Beck sent que ses plus récentes compositions représentent des esquisses pour quelque chose de plus évolué. Il écrit quasiment 35 nouvelles chansons dans les mois qui suivent, gardant des démos en cassette dans une valise. Pendant sa tournée en solo, la valise fut laissée en coulisses lors d'un arrêt à Washington, D.C. et Beck ne les récupérera jamais. Ce fut décourageant pour le musicien, qui senti que ces deux années d'écriture représentaient quelque chose de bien plus complexe techniquement. Le résultat est que Beck prend une pause et n'écrit plus de composition originale en 2003. Sentant qu'il pourrait avoir besoin d'un bon moment avant de «revenir dans ce territoire [de la composition]», il entre dans le studio avec les Dust Brothers pour compléter un projet qui date d'Odelay.

### GueroetThe Information(2004-07)
Guero, le huitième album studio de Beck, est enregistré sur une période de neuf mois pendant laquelle plusieurs événements marquants de la vie de l'artiste se produisirent: sa copine Marissa Ribisi tombe enceinte; ils se marient en avril; leur fils Cosimo naît; et ils déménagent de Silver Lake,. Beck collabore à nouveau avec les Dust Brothers, cette fois-ci pour trouver un son lo-fi grâce à plusieurs mesures de haute technologie. Par exemple, après avoir enregistré une version «soniquement parfaite» d'une chanson dans un des plus beaux studios d'Hollywood, les Dust Brothers l'ont fait passer dans un Echoplex pour créer un son brut et lourd de réverbérations: «Nous avons fait cet enregistrement high-tech avant de le passer dans une radio transistor. Ça sonnait trop bien, c'était ça le problème». Il collabore aussi avec Jack White des White Stripes. Initialement supposé sortir en octobre 2004, l'album paraît en mars 2005, bien que quelques copies non masterisées des titres fassent surface en ligne en janvier. 2004 est aussi l’année de parution de 10 Years Of Mellow Gold, un court métrage sur son album Mellow Gold.

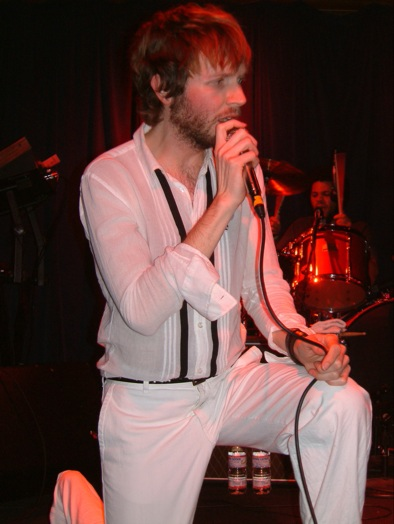
Beck en 2005 pendant un spectacle à Los Angeles

Guero débute au deuxième rang du Billboard 200, vendant 162 000 copies la première semaine, un nombre de vente jamais égalé. Le premier single, E-Pro, atteint le sommet des chartes de Modern Rock radio et devient son premier numéro un depuis Loser. Inspiré par le Nintendocore et sentant une connexion avec ses méthodes lo-fi et d'enregistrement maison, Beck collabore avec les artistes 8-Bit et Paza pour Hell Yes, un EP qui paraît en février 2005. En décembre de la même année, Geffen sort également Guerolito, une version totalement retravaillée de Guero qui inclut des remixes par Ad-Rock des Beastie Boys, par John King des Dust Brothers et par le duo écossais Boards of Canada. Guerolito combine des remixes déjà entendus comme B-Sides et certaines nouvelles versions de chansons paraissant sur l'album. La compilation A Brief Overview, un album promotionnel de douze titres de Beck, récents ou plus anciens, sort également en 2005.
The Information, neuvième album studio de Beck, commence sa production à la même époque que Guero, en 2003. C’est la troisième collaboration de Beck avec Nigel Godrich. Beck construit un studio dans son jardin, où les deux hommes composent la majorité des chansons de l'album. «L'idée était de mettre plusieurs personnes ensemble dans une pièce pour enregistrer en live, en jouant des mauvaises notes et en criant», raconte Beck, en ajoutant que l'album est mieux décrit en tant que «hip hop introspectif». Il met trois ans à concevoir cet album. Beck décrit le processus d'enregistrement comme «douloureux», notant qu'il éditait constamment chaque chanson et qu'il a dû enregistrer l'album trois fois, finalement. Pour la parution de l'album, le 3 octobre 2006, Beck reçut l'autorisation pour la première fois de réaliser un de ses souhaits pour un lancement non conventionnel: il fait un vidéoclip à petit budget pour accompagner chaque chanson, inclut des autocollants dans le boîtier pour laisser le consommateur fabriquer sa propre pochette de disque et il fait lui-même fuiter certaines chansons et vidéos sur son site internet,. Les téléchargements de The Information s'accompagnaient automatiquement du téléchargement des vidéoclips et les copies physiques se vendaient avec un DVD contenant les 15 vidéos. Le premier single, Nausea, passe à la radio américaine pour la première fois le 5 septembre 2006. En Angleterre, le premier single est Cellphone's Dead avec un vidéoclip réalisé par Michel Gondry. À cause des autocollants, inclus gratuitement, l'album est interdit de classement par The Official Chart Company[réf. souhaitée]. Il est toutefois classé au septième rang du Billboard 100 aux États-Unis.

### Modern Guilt(2008)
En 2007, Beck sort le single Timebomb, nommé pour un Grammy pour Best Solo Rock Vocal Performance. Pour son dixième album studio, Beck s'appuie sur Danger Mouse comme producteur, les deux s'étant rencontré pour la première fois en décembre 2007 pour enregistrer. Le duo réalise deux chansons en deux jours, mais l'idée que l'album serait terminé rapidement s'est vite évaporée. Beck connaissait bien Danger Mouse, comme plusieurs de ses musiciens ont travaillé avec lui sur son projet secondaire, Gnarls Barkley. Malgré tout, les musiciens ont été surpris d'à quel point ils s'entendaient bien. En raison de l'horaire éreintant d'enregistrement, Beck était épuisé, en l'appelant « le travail le plus intense que j'ai jamais fait sur quoi que ce soit », indiquant qu'il a «travaillé au moins 10 semaines sans repos, jusqu'à quatre ou cinq heures du matin chaque nuit.» La version originale de Beck était un court disque de 10 titres de deux minutes chacun, mais les chansons ont graduellement pris de l'ampleur lorsqu'il a «fait entré deux ans de composition en deux mois et demi.». En 2009, il produit et écrit la plupart des chansons du troisième album de Charlotte Gainsbourg, IRM. Ils chantent en duo sur le titre Heaven Can Wait..

### Record Club,Song Reader, travail de production et singles indépendants (2009-13)
Modern Guilt est la dernière sortie d'album dans le contrat de Beck avec Geffen Records. Beck, 38 ans, a donc gardé ce contrat depuis ses débuts dans la vingtaine,. Libre de ce contrat et maintenant indépendant, Beck commence à travailler plus sérieusement sur son propre label, qui est déjà passé par différents noms depuis ses sept ans d'existence. Son attention mise sur des projets plus chimériques et de moindre envergure, Beck travaille au noir comme producteur avec des artistes comme Charlotte Gainsbourg, Thurston Moore et Stephen Malkmus. Il travaille cinq ou six jours par semaine dans un petit studio situé sur sa propriété à Malibu et fonde Record Club, un projet dans lequel un album classique - par The Velvet Underground, Leonard Cohen, INXS, Yanni - serait chanté par un autre artiste dans l'espace d'une seule journée. Beck fournit également quatre chansons pour le film Scott Pilgrim vs the World (2010), chacune attribuée au groupe fictif de Scott Pilgrim, Sex Bob-Omb. Beck collabore également avec Philip Glass, Jack White, Tobacco des Black Moth Super Rainbow, Jamie Lidell, Seu Jorge, Childish Gambino et The Lonely Island.
Song Reader, un projet que Beck publie en décembre 2012, consiste en 20 chansons présentées uniquement comme partitions, dans l'espoir que des musiciens entreprenants en enregistrent leurs propres versions. L'idée de Song Reader vient d'environ quinze années auparavant, peu après la sortie d'Odelay. Quand Beck reçoit un livret de partitions pour cet album, il décide de les jouer et devient intéressé par le monde de la musique - avant qu'un son soit enregistré. Il vise garder les arrangements le plus ouverts possible, pour recréer la simplicités des standards, et se préoccupe alors de créer uniquement des pièces qui pourraient se retrouver dans le Great American Songbook. En 2013, Beck commence à faire des concerts spéciaux de Song Reader avec plusieurs artistes invités et annonce qu'il travaille sur un album comprenant du matériel de Song Reader avec d'autres musiciens, ainsi qu'une possible compilation de versions de ses fans. Jack White, Jarvis Cocker, les Sparks, Jack Black, Jeff Tweedy, Laura Marling, Eleanor Friedberger, Fun, Norah Jones, Juanes ou encore Loudon Wainwright III participent à ce disque.
Dans l'été 2013, les rumeurs courent que Beck travaille sur deux nouveaux albums studio: l'un plus réservé et acoustique dans le style de One Foot in the Grave, l'autre décrit comme une « suite à proprement dit » de Modern Guilt. Beck s'attend à faire paraître les deux albums indépendamment. Il sort en attendant deux singles autonomes pendant l'été: la balade électro Defriended et I Won't Be Long,. Un troisième single, Gimme, paraît le 17 septembre.

### Morning PhaseetColors(2014-présent)

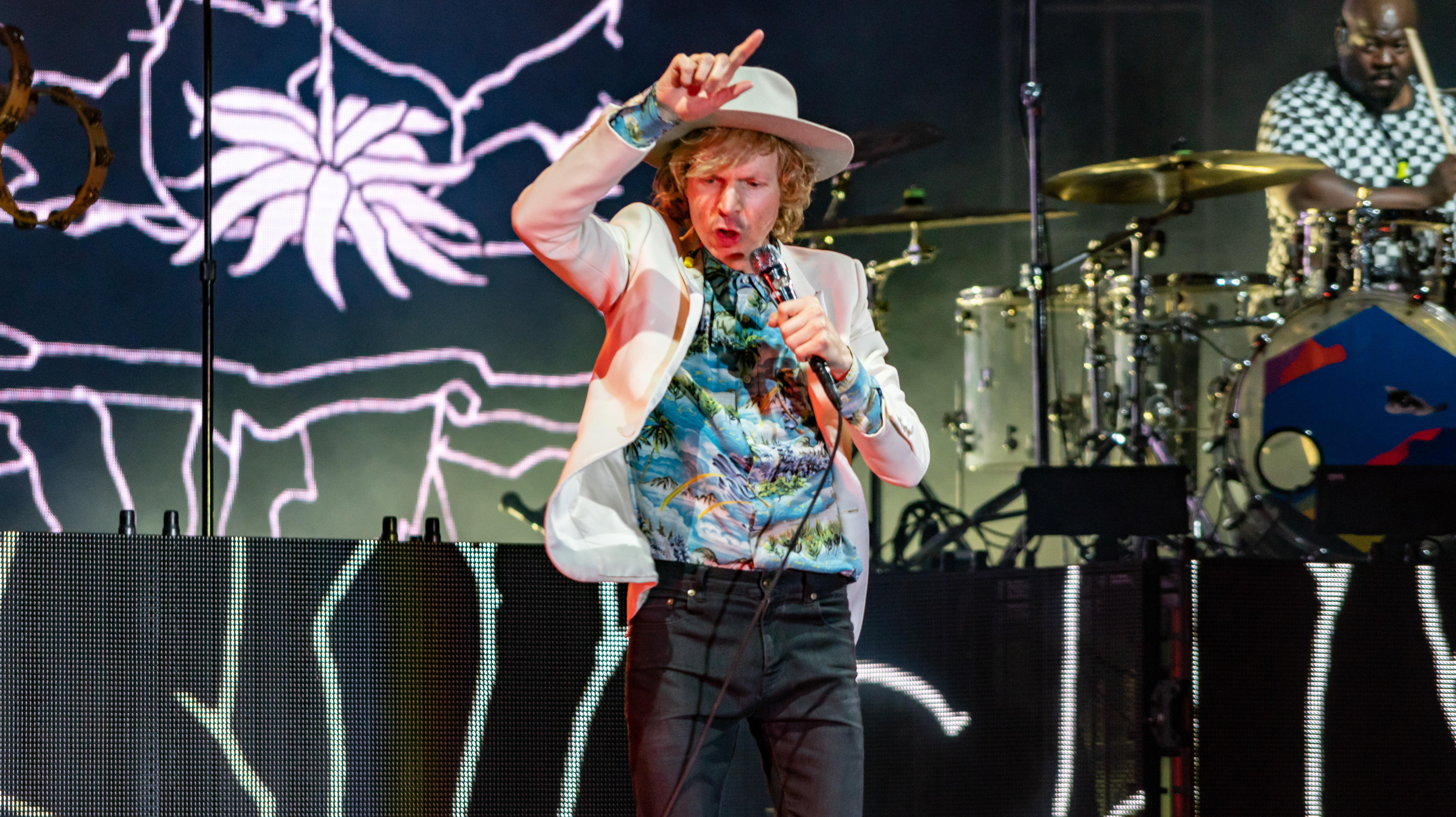
Beck au Festival d'Ohana, en Californie, en septembre 2018

En octobre 2013, on[Qui ?] annonce que Beck signe un contrat avec Capitol Records. Le 20 janvier 2014, le titre Blue Moon, premier single de son douzième album studio Morning Phase, paraît. Le 4 février, un deuxième single, Waking Light, sort, tout juste avant la sortie officielle de l'album le 21 février 2014,,. Pour l'enregistrement de cet album, Beck réunit plusieurs des musiciens avec lesquels il avait travaillé sur Sea Change en 2002, ce qui explique probablement pourquoi les deux albums ont un style très similaire. 
Le 8 février 2015, lors de la 57e cérémonie des Grammy Awards, Morning Phase reçoit 3 Grammys: Meilleur album Engineered, Non-Classique; Meilleur album rock; et Album de l'année. En recevant le prix d'Album de l'année, Beck bat G I R L de Pharrell Williams, l'album éponyme de Beyoncé, In the Lonely Hour de Sam Smith et x d'Ed Sheeran.
Peu après la sortie de Morning Phase et son succès général chez les critiques, Beck mentionne qu'il travaillait aussi sur un autre album au même moment, mais que ce dernier serait davantage un disque pop. Peu après les victoires de Morning Phase aux Grammys, le 15 juin 2015, Beck sort le premier single, Dreams, de son treizième album studio. «J'essayais vraiment de faire quelque chose qu'il serait amusant de jouer live», dit-il peu de temps après sa sortie. Cependant, pas un mot n'est dit relativement à la sortie de l'album. Le 2 juin 2016, presque un an après Dreams, un nouveau single paraît, intitulé Wow, avec un lyrics video et une annonce que l'album paraîtrait le 21 octobre 2016. En septembre 2016, la sortie de l'album est retardée sans qu'une nouvelle date ne soit annoncée et, le 24 septembre, Beck dit qu'il ne sait pas «quand il sortira. Ce sera probablement dans quelques mois».
Le 11 août 2017, Beck annonce que son treizième album s'intitulera Colors et qu'il paraîtra le 13 octobre. Il confirme également que plusieurs chansons déjà en ondes se retrouvent sur l'album, comme Dreams, Wow et Up All Night, un titre qui a été inclus dans la bande sonore du jeu vidéo FIFA 17. Le 8 septembre 2017, un nouveau single, Dear Life, sort, rapidement suivi par la parution officielle de Up All Night le 18 septembre,. Colors est dévoilé le 13 octobre 2017. L'album a été enregistré au studio du coproducteur exécutif Greg Kurstin à Los Angeles, où Beck et Kurstin jouent de quasiment tous les instruments eux-mêmes. Le disque, expérimental et infusé de pop, reçoit des analyses généralement positives de la critique.

## Collaborations et contributions

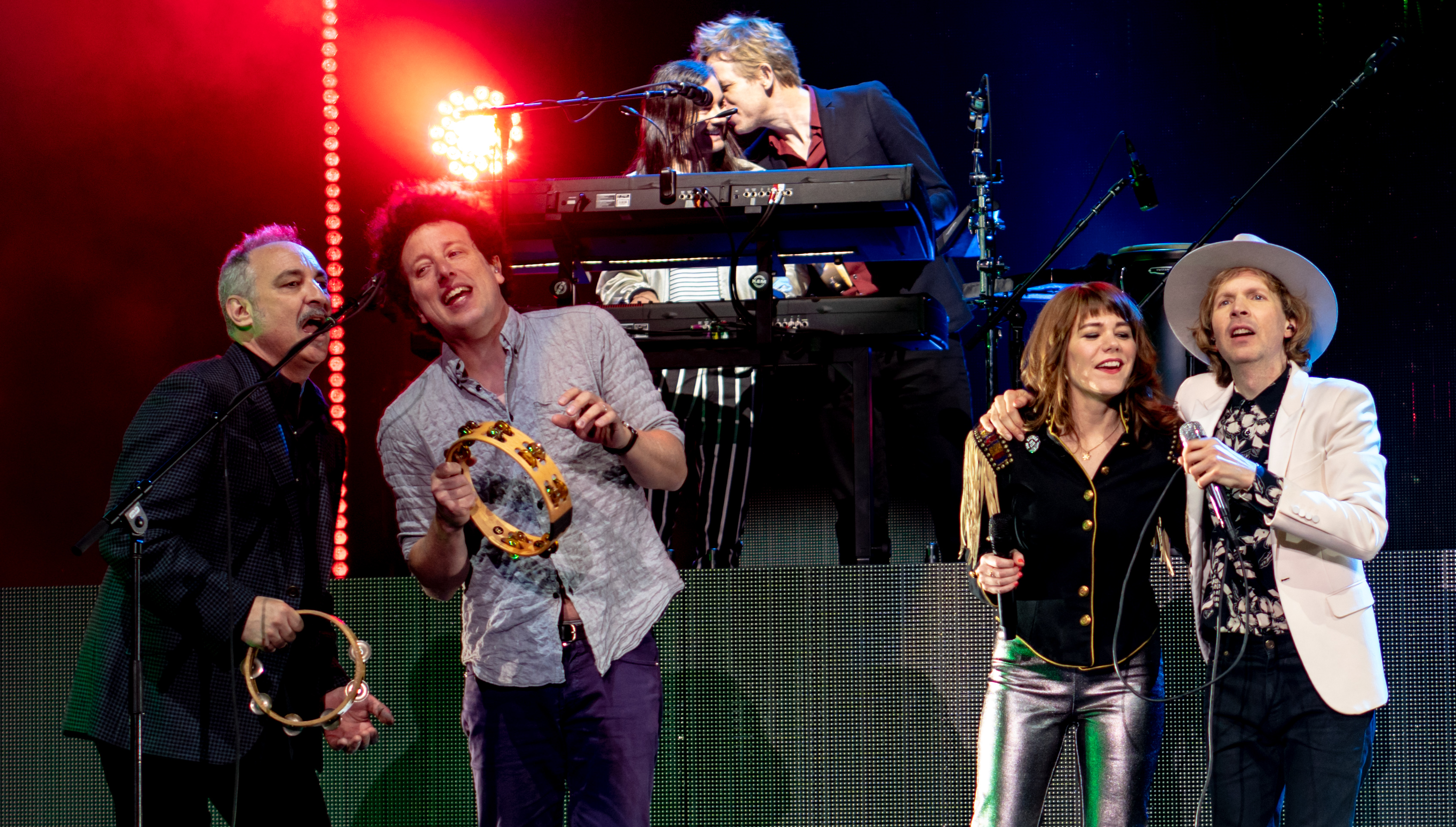
Madison Square Garden, 2018

En 1999, Beck contribue à un album en hommage à Bruce Haack et Esther Nelson et leur label discographique Dimension 5 Records. L'album, Dimension Mix, sorti en 2005, est réalisé pour les bénéfices de Cure Autism Now et est produit par Ross Harris, un collaborateur de longue date qui a conçu la pochette pour Mellow Gold.
En 2001, Beck enregistre une reprise de la chanson de David Bowie, Diamond Dogs, avec le producteur Timbaland, et contribue aussi à l’album 10,000 Hz Legend du groupe électro français, Air.
L'année suivante, il participe à l'album Kissin' Time, incursion électro dans la discographie de Marianne Faithfull, signant la musique de trois morceaux : Sex With Strangers qui ouvre l'album et premier titre sorti, Like Being Born et Nobody's Fault. 
Le 20 juin 2009, Beck annonce qu'il se lance dans une expérimentation appelée Record Club, dans laquelle lui-même et d'autres musiciens vont effectuer des reprises d'albums complets en un jour seulement. Le premier album repris par Record Club est The Velvet Underground & Nico. Commençant le 18 juin, le club commence à publier des reprises de chansons de l'album les jeudis soirs, chacune avec son propre vidéo. Le 4 septembre 2009, Beck annonce que le deuxième album du Record Club sera Songs of Leonard Cohen. Les contributeurs incluent MGMT, Devendra Banhart, Andrew Stockdale de Wolfmother et Binki Shapiro de Little Joy. Dans le troisième disque de Record Club, Wilco, Feist, Jamie Lidell et James Gadson rejoignent Beck pour une reprise de l'album Oar par Skip Spence. La première chanson, Little Hands, est publiée sur le site internet de Beck le 12 novembre 2009. Depuis, le Record Club a aussi repris des albums de INXS et de Yanni.
Le 19 juin 2009, Beck annonce Planned Obsolescence, un DJ set interprété par lui-même ou par des DJs invités. Peu après, le 7 juillet, il annonce que son site internet allait présenter « des conversations étendues et informelles avec des musiciens, des artistes, des cinéastes, et d'autres personnes variées » dans une section appelée « Sujets Non Pertinents ». Puis, le 12 juillet, il ajoute une section appelée Vidéothèque qui contiendrait, selon ses dires, «des clips promotionnels pour chaque album, en plus de clips live, des apparitions dans des émissions de télévision et d'autres raretés». Toujours en 2009, Beck collabore avec Charlotte Gainsbourg sur son album IRM, qui paraît en janvier 2010. Beck a composé la musique, coécrit les paroles, ainsi que produit et mixé l'album. Le premier single, Heaven Can Wait, est un duo de Beck et Gainsbourg.
Tard en février 2010, il est annoncé que l'artiste de musique électronique Tobacco des Black Moth Super Rainbow avait collaboré avec Beck pour deux chansons, Fresh Hex et Grape Aerosmith, pour son prochain album Maniac Meat. Tobacco révèle que pendant la réalisation de l'album, Beck lui a envoyé les sections chantées mais qu'ils ne se sont jamais rencontrés. En mars, Beck révèle qu'il a produit des chansons pour l'album Compass de Jamie Lidell. Dans l'été 2010, Beck contribue par des chansons aux bandes sonores de Twilight, chapitre III: Hésitation avec Let's Get Lost (un duo avec Bat for Lashes), et True Blood avec Bad Blood. Il contribue également à la bande sonore du film d'Edgar Wright Scott Pilgrim vs. the World, paru en août 2010.
En 2011, il collabore avec Seu Jorge sur une chanson intitulée Tropicália (Mario C. 2011 Remix) pour le plus récent album charitable de Red Hot Organization, Red Hot+Rio 2, une suite à l'album de 1996 Red Hot + Rio. Les recettes de ventes sont ensuite remises pour la sensibilisation et la lutte au SIDA et au VIH, tout en faisant le lien entre la santé et les problèmes sociaux. Il contribue également à la chanson Attracted to Us sur l'album Turtleneck & Chain de The Lonely Island. Aussi, en 2011, Beck produit un album solo par Thuston Moore des Sonic Youth nommé Demolished Thoughts. Il produit aussi un autre album pour Stephen Malkmus and the Jicks, Mirror Traffic, qui sort en août de la même année.
En octobre 2011, il est déjà très rapporté que Beck et le producteur Hector Castillo collaboreraient avec le compositeur américain Philip Glass pour produire un album remixé des succès de ce dernier en l'honneur de son 75e anniversaire,. L'album acclamé par les critiques, Rework Philip Glass Remixed, paraît le 23 octobre 2012 et inclut Beck en tant que conservateur[Quoi ?] et interprète,. En particulier, Pitchfork décrit la contribution de 22 minutes de Beck à l'album, NYC: 73-78, comme «une fantaisie […] l'oeuvre musicale la plus originale et saisissante portant le nom de Beck depuis un moment, et sa première nouveauté à conserver son esprit musical aussi longtemps.» Réfléchissant sur l'apport de Beck à l'album, Philip Glass fait la remarque qu'il est «impressionné par la nouveauté et la fraîcheur de plusieurs des idées». En plus de son travail d'interprète, Beck rassemble une grande diversité d'artistes dont la carrière a été influencée par Glass - comme Amon Tobin, Tyondai Braxton, Nosaj Thing et Memory Tapes - pour travailler sur l'album,. En décembre 2012, une application pour iPhone nommée "Rework_" est mise en ligne en tant que complément à l'album,.
Beck contribue également à trois nouvelles chansons - Cities, Touch the People et Spiral Staircase - pour le jeu vidéo Sound Shapes sur PlayStation. Il collabore aussi sur deux chansons pour le mixtape Royalty de Childish Gambino en 2012. Il travaille également avec Sia pour la chanson Moonquake Lake, qui fait partie de la bande sonore du film de 2014 Annie.
En 2015, Beck collabore avec l'ancien frontman du groupe Fun., Nate Ruess, sur le single What This World Is Coming To. Il participe aussi à l'élaboration de l'album de The Chemical Brothers, Born in the Echoes en tant que chanteur, ainsi qu'en tant que compositeur pour la chanson Wide Open. En 2016, il collabore avec le groupe électro français M83, fournissant la voix à la chanson Time Wind de l'album Junk. Il collabore la même année avec Lady Gaga sur la chanson Dancin' in Circles pour son album Joanne.
En 2017, Beck fait une apparition dans le film primé The American Epic Sessions, réalisé par Bernard MacMahon. Il enregistre 14 Rivers, 14 Floods, appuyé par une chorale gospel, en live dans le premier système d'enregistrement sonore électrique datant des années 1920.

## Style musical
Le style musical de Beck est considéré alternatif et indie. Il est multi-instrumentaliste et joue donc plusieurs instruments sur chacun de ses albums. Beck a également fait des remixes pour plusieurs artistes, notamment David Bowie et Björk. Il est connu pour synthétiser plusieurs éléments musicaux pour en faire un tout, incluant le folk, le psychédélique, l'électro, le country, la musique latine, le hip hop, le funk, le soul, le blues, la musique bruitiste, le jazz et plusieurs styles de rock.
Pitchfork applaudit Midnite Vultures, disant que « Beck mélange merveilleusement Prince, Talking Heads, Paul's Boutique, 'Shake Your Bon-Bon' et Mathlete sur Midnite Vultures, son album le plus joyeux et consistant jusqu'à présent ». L'article continue à commenter le travail de Beck en ajoutant que le mélange de sa piété loufoque et de son intention équivoque ont grandement aidé l'album[source secondaire souhaitée].

## Carrière artistique
Pendant l'année 1998, les collaborations artistiques de Beck et de son grand-père Al Hansen font partie d'une exposition intitulée « Beck & Al Hansen: Playing With Matches ». L'exposition contient des collages, des assemblages, des dessins et de la poésie[réf. incomplète]. L'exposition part en tournée du Santa Monica Museum of Art à des galeries de New York et de Winnipeg dans la province du Manitoba, au Canada. Un catalogue de l'exposition est publié par Plug in Editions/Smart Art Press.

## Vie personnelle

### Relations
La séparation de Beck avec sa fiancée Leigh Limon après neuf ans de vie commune inspire son album de 2002, Sea Change. Il écrit la majorité des chansons pour l'album en une semaine après la rupture. En avril 2004, peu après la naissance de leur fils Cosmo Henri, Beck se marie avec l'actrice Marissa Ribisi, sœur jumelle de l'acteur Giovanni Ribisi,. Ils ont ensuite une fille, Tuesday, née en 2007.

### Santé
Beck a souffert d'une blessure à la colonne vertébrale lors de la captation du clip pour E-Pro en 2005. L'incident a été suffisamment grave pour écourter son horaire[pas clair] de tournée pendant quelques années, mais il s'est rétabli depuis.

### Religion
Beck s'identifie autant comme un juif que comme un scientologue. Il s'implique dans la scientologie pendant la majeure partie de sa vie ; sa femme, Marissa, est scientologue de deuxième génération. Beck reconnaît publiquement son affiliation à la scientologie pour la première fois dans un article publié dans le New York Times Magazine du 6 mars 2005[source insuffisante]. D'autres confirmations proviennent d'une entrevue avec le magazine irlandais Sunday Tribune le 11 juillet 2005, dans laquelle Beck cite « Oui, je suis un Scientologue. Mon père a été Scientologue pendant environ 35 ans, donc j'ai grandi avec ».[réf. nécessaire]
Désormais il semble que Beck ne s'identifie plus à l'enseignement de l'Église de scientologie. Sa défense passée pour cette organisation semble ne reposer que sur l'appartenance familiale,.

## Discographie

### Albums studio
- 1993 : Golden Feelings (Sonic Enemy)
- 1994 : Stereopathetic Soulmanure (Flipside)
- 1994 : One Foot in the Grave (K Records)
- 1994 : Mellow Gold (Geffen Records)
- 1996 : Odelay (Geffen Records)
- 1998 : Mutations (Geffen Records)
- 1999 : Midnite Vultures (Geffen Records)
- 2002 : Sea Change (Geffen Records)
- 2005 : Guero (Geffen Records)
- 2006 : The Information (Geffen Records)
- 2008 : Modern Guilt (XL Recordings)
- 2014 : Morning Phase (Capitol Records)
- 2014 : Song Reader (Capitol Records)
- 2017 : Colors (Capitol Records)
- 2019 : Hyperspace (Capitol Records)

### Albums remixés
- Guerolito (2005)

### EP
- A Western Harvest Field by Moonlight (1994)
- Stray Blues (2000)
- Beck (EP) (2001)